# Windows Fundamentals for Legacy PCs
A Windows Fundamentals for Legacy PCs (WinFLP) egy Windows XP-alapú operációs rendszer, amelyet a Microsoft adott ki 2006. július 8-án. A rendszert olyan hardverre optimalizálták, amely már nem képes futtatni a Windows XP-t, de még nem érett meg a cserére.

## Leírás
A Microsoft Windows Fundamentals for Legacy PCs egy Windows alapú operációs rendszer, amely olyan ügyfelek számára készült, akik korábbi operációs rendszerrel működő, régebbi számítógéppel rendelkeznek, és nem áll módjukban az új hardver beszerzése. Ez az operációs rendszer csak a Microsoft frissítési garancia vásárlói számára érhető el, segítségével a lehető legtöbbet lehet kihozni a régi hardverekből, így csökkenthető a birtoklási összköltség. Ez a frissítési garancián keresztül elérhető kedvezmény a biztonság és felügyelhetőség javításával csökkenti az informatikai részlegre nehezedő nyomást, növeli a végfelhasználók hatékonyságát, és megszünteti a biztonsági réseket.
A Windows Fundamentals for Legacy PCs a Microsoft Windows XP Embedded SP2 rendszerre épülve lehetővé teszi a Microsoft Windows XP platform biztonságára és stabilitására való továbblépést. Ez megkönnyíti az átállást a Windows Vista Enterprise rendszerre, amikor végül lehetőség nyílik a számítógépek lecserélésére.
A Windows Fundamentals for Legacy PCs nem általános célú operációs rendszer. A Microsoft Távoli Asztali Elérés kliensoldali program, illetve külső gyártók ügyfélprogramjaival, például a Citrix ICA ügyfélprogrammal való működésre készült. Emellett korlátozott számú helyi feladat végrehajtását teszi lehetővé, többek között a biztonsági, felügyeleti, terminálemulációs, dokumentummegjelenítő szoftverek és a .NET-keretrendszer működését.

## Rendszerkövetelmény
|                           | Minimum konfiguráció (Capable) | Ajánlott konfiguráció (Premium Ready) |
| ------------------------- | ------------------------------ | ------------------------------------- |
| Processzor                | Pentium 233 MHz                | Pentium 300 MHz                       |
| Memória (RAM)             | 64 MB                          | 128 MB                                |
| Képernyőfelbontás         | Minimum 800×600 pixel          | Minimum 800×600 pixel                 |
| Szabad merevlemez-terület | 610 MB                         | 1 GB                                  |

## Hátrányok
- Nem támogatja a betárcsázós hálózati kártyákat.
- Kompatibilitási problémák a Windows 95, 98, Me és Windows XP-re írt programokkal.